# Giorgi Saakadze

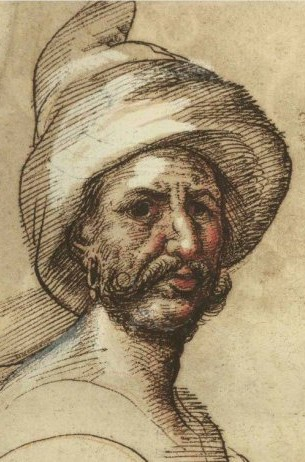
Giorgi Saakadze

Giorgi Saakadze (Georgisch: გიორგი სააკაძე) (ca. 1570 - 3 oktober 1629) was een Georgisch politicus en militair commandant die een belangrijk maar tegenstrijdige rol speelde in de politiek van vroeg-17e-eeuwse Georgië. Hij was ook bekend als grote mouravi (დიდი მოურავი; didi mouravi) in Georgië, Mūrāv-Beg in Perzië en Maghraw-Bek in het Ottomaanse Rijk, doordat hij mouravi (constable) was van Tbilisi, Tschinvali en Dvaleti.